# Andrej Hunko
Andrej Hunko   (Múnic, 29 de setembre de 1963) és membre del Bundestag alemany i de l'Assemblea Parlamentària del Consell d'Europa (RITME) pel partit L'Esquerra. Va ser elegit per primer cop el 2009 i reelegit el 2013. La seva circumscripció electoral és Aquisgrà.
L'abril del 2017, Hunko formà part de la missió oficial de PACE per observar el controvertit referèndum constitucional turc, que va titllar de «camp de joc desigual». Com a reacció als informes crítics que Hunko i el seu col·lega Stefan Schennach d'Àustria van fer sobre el procés d'elecció a Turquia de l'est, va ser acusat pel president turc Recep Tayyip Erdoğan i el seu Ministre d'Afers Estrangers Mevlüt Çavuşoğlu de ser seguidor del PKK, que està classificat com a organització terrorista pels EUA, l'OTAN i Turquia, però no l'ONU ni PACE. En unes declaracions posteriors, Hunko va afirmar que les acusacions eren una «campanya per deslegitimar» la seva persona: «volen presentar les meves declaracions sobre el vot en disputa com a no fiables i així distreuen l'atenció sobre el fet que el referèndum del 16 d'abril es va celebrar sota una organització antidemocràtica i en condicions injustes, amb possible frau electoral».
El juliol de 2019, arran de la filtració de documents del Ministeri d'Afers Exteriors, va denunciar que els serveis secrets espanyols l'havien estat espiant en territori alemany des de l'any 2011 i va demanar explicacions de la base jurídica de les perquisicions a les autoritats alemanyes.